# Isotogastruridae
Isotogastruridae is een familie van springstaarten en telt 7 soorten.

## Taxonomie
- Geslacht Isotogastrura - Thibaud, J-M et Najt, J, 1992
  - Isotogastrura ahuizotli - Palacios-Vargas, JG et Thibaud, J-M, 1998
  - Isotogastrura arenicola - Thibaud, J-M et Najt, J, 1992
  - Isotogastrura atuberculata - Palacios & Thibaud, 2001
  - Isotogastrura coronata - Fjellberg, 1995
  - Isotogastrura litoralis - Thibaud, J-M et Weiner, WM in Najt, J et Matile, L, 1997
  - Isotogastrura madagascariensis - Thibaud, J-M, 2008
  - Isotogastrura veracruzana - Palacios-Vargas, JG et Thibaud, J-M, 1998